# Purple Hotel
Koordinaten: 42° 0′ 44″ N, 87° 44′ 30″ W

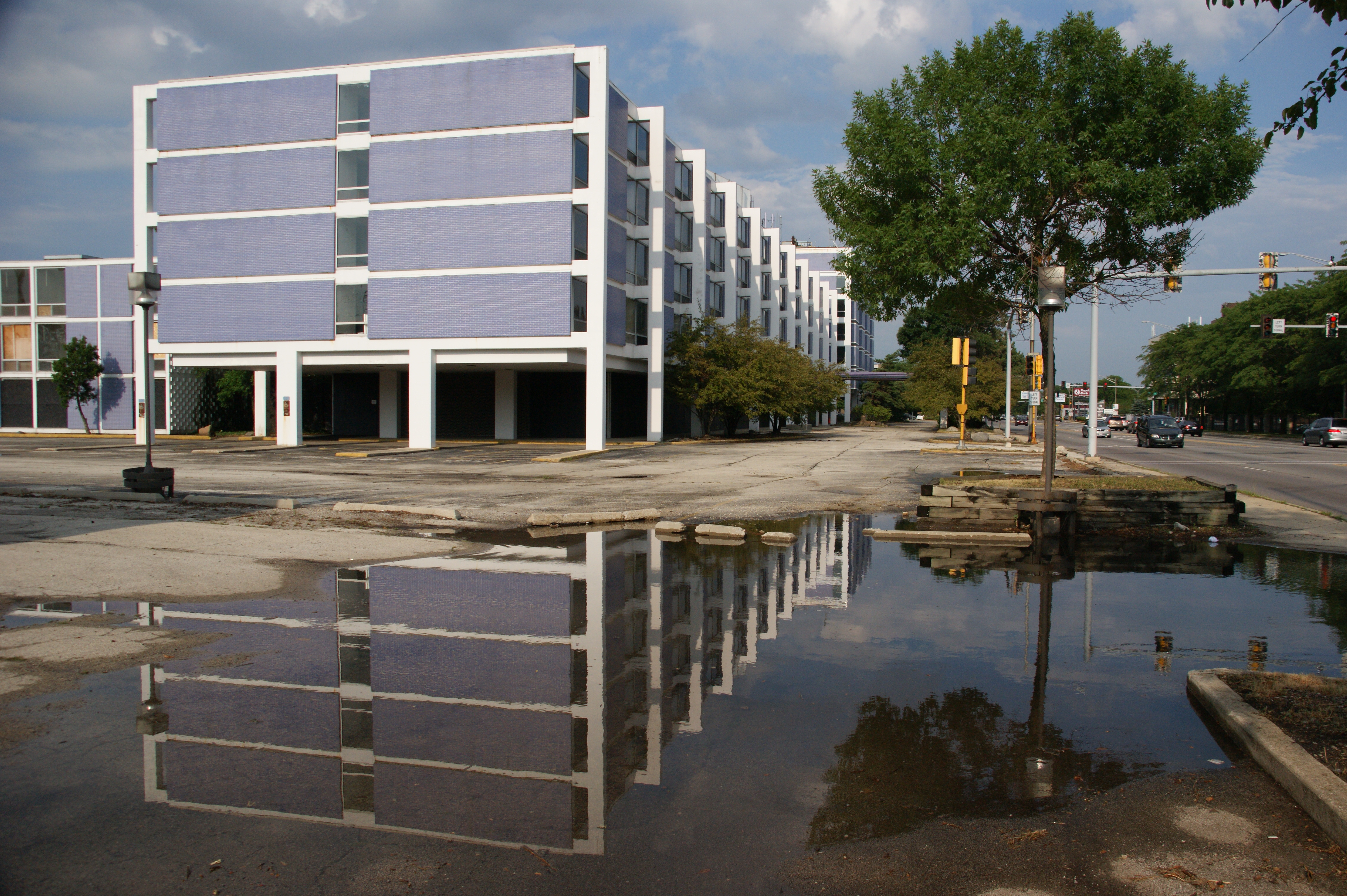
Aufnahme des Hotels vom Juli 2012

Das Purple Hotel, auch bekannt als Hyatt House Hotel, war ein Hotel in 4500 West Touhy Avenue in Lincolnwood im US-Bundesstaat Illinois. Es wurde 1960 erbaut und war das erste Hotel der Hotelkette Hyatt im Mittleren Westen. Das Bauwerk wurde wegen seiner purpurfarbenen Backsteine bekannt und war bis in die 1970er Jahre das führende Hotel von Hyatt in Chicagoland. Es verfügte über zwei Restaurants und Livemusik diente der Unterhaltung. Im Jahr 1983 wurde Allen Dorfman, ein Treuhänder der Teamsters, dem man Verbindungen zur US-amerikanischen Mafia nachsagte, auf dem Parkplatz des Hotels erschossen. Nach einer Reihe von Eigentümerwechseln wurde das Hotel 2007 geschlossen. Obwohl es im Juli 2013 als Kultur- und Baudenkmal in das National Register of Historic Places aufgenommen wurde, ist es im darauffolgenden Monat abgerissen worden.

## Geschichte
Das Hotel wurde 1960 als Lincolnwood Hyatt House eröffnet. Das Architekturbüro Hausner & Macsai entwarf das Gebäude im Stil der Moderne. Der Ursprung der ungewöhnlichen purpurfarbenen Außenfassade ist umstritten: Einer der Eigentümer gab an, die Backsteine sollten dunkelblau gefertigt werden, und es handle sich bei dem Purpur um eine Fehlproduktion, doch der Architekt sagte, dass seine Kunden die purpurfarbenen Backsteine entgegen seiner Empfehlung ausgewählt hätten. Das Hyatt House war das erste Hyatt-Hotel im Mittleren Westen und diente bis 1971 als Hyatts Flaggschiff in der Metropolregion Chicago, als Hyatt ein Hotel in der Nähe des O’Hare International Airport eröffnete. Zu den Annehmlichkeiten, die das Hotel bot, gehörten zwei hochklassige Restaurants, Tessy’s und T.J. Peppercorn’s, ein Schwimmbecken im Freien und Liveauftritte von Musikern, darunter Perry Como, Roberta Flack und Barry Manilow.
Das Hotel wurde 1983 wegen des Mordes an Allen Dorfman, dem Geschäftsführer des Central States Pension Fund der Teamsters mit Kontakten zum Chicago Outfit, landesweit bekannt, als dieser auf dem Parkplatz des Hotels erschossen wurde. Dorfman war kurz zuvor wegen einer Verschwörung zur Bestechung eines US-Senators angeklagt worden und wurde höchstwahrscheinlich getötet, um zu verhindern, dass er im Tausch für eine geringere Strafe als Kronzeuge Informationen an die Strafverfolgungsbehörden weitergibt. Das Hotel hatte in den 1980er Jahren auch einen schlechten Ruf, weil hier Swingerpartys stattfanden, bei denen nach Aussagen in zwei Korruptionsprozessen auch Drogen konsumiert wurden. In den 1990er Jahren wechselte der Eigentümer des Hotels, das von Radisson und Ramada betrieben wurde, bis es von 2004 an als Purple Hotel betrieben wurde.

## Schließung und Abriss

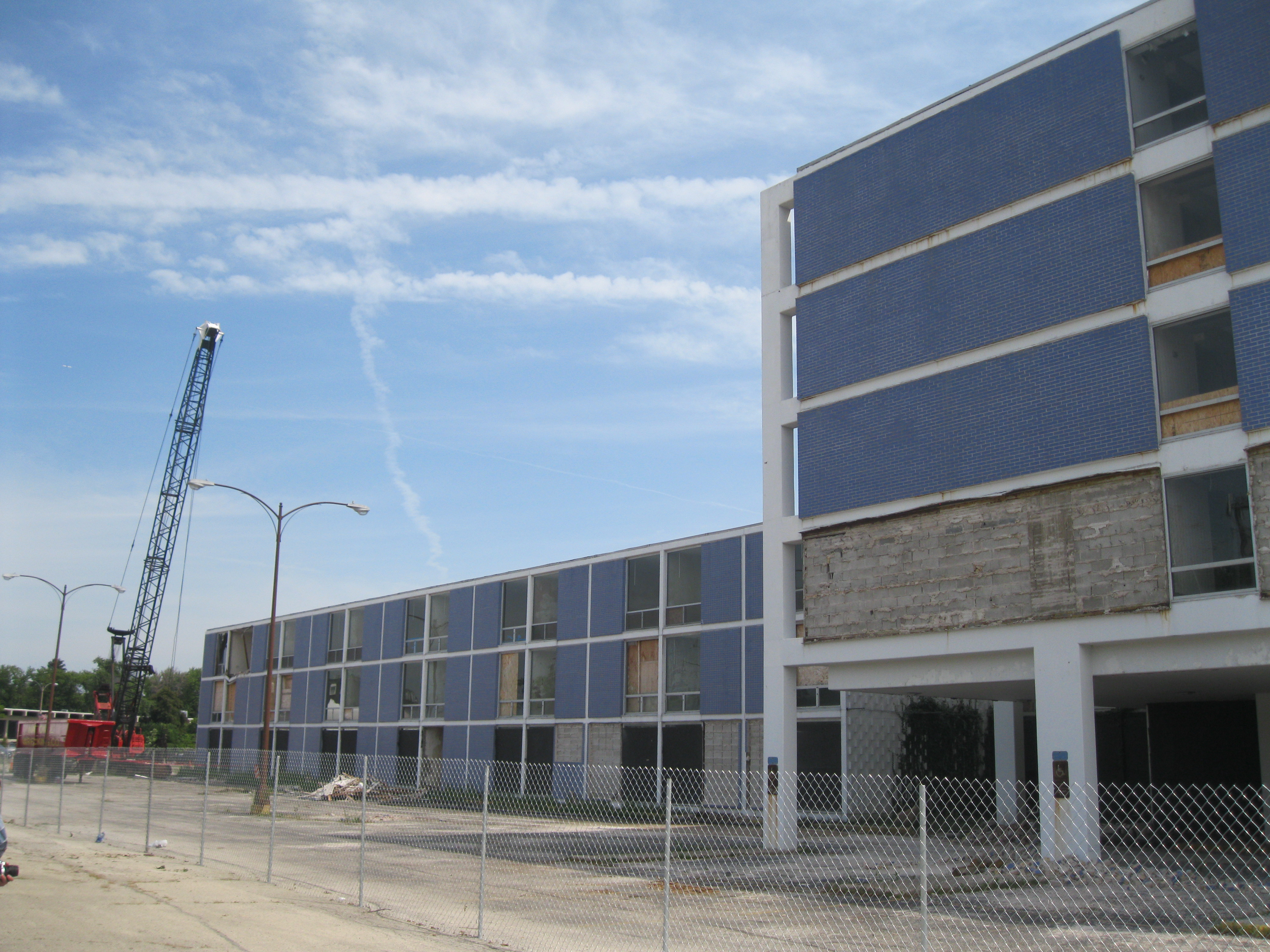
Beginn der Abbrucharbeiten

Das Purple Hotel wurde auf Anordnung der Behörden im Januar 2007 aufgrund von Verstößen gegen die Gesundheitsvorschriften geschlossen. Eine Inspektion durch das Rathaus hatte ergeben, dass in 208 von 225 überprüften Zimmern Schimmelpilzbefall vorhanden war, außerdem waren die Fenster unsicher, das Dach undicht, und es gab Probleme mit der Sprinkleranlage. Nach der Schließung drohte die Verwaltung des Villages mit einer Abrissverfügung, sollte sich kein Unternehmer finden, der das Gebäude grundlegend renovieren würde. Eine Kampagne zur Erhaltung des Hotels begann, und schließlich wurde das Bauwerk am 31. Juli 2013 wegen seiner Bedeutung für die lokale Geschichte und die lokale Architektur in das National Register of Historic Places eingetragen.
Eine Finanzgruppe aus dem unweit gelegenen Skokie erwarb das Anwesen 2011 mit der Absicht, das Hotel zu erhalten und zu renovieren. Dieses Unternehmen entschied sich dann allerdings zugunsten eines Abrisses und zur Umwandlung des Anwesens in ein Einzelhandelsobjekt mit gemischter Nutzung. Vor dem Abriss wurden die purpurfarbenen Backsteine herausgelöst und bei einer Geldsammelaktion für die Lincolnwood Public Library verteilt. Das Hotel wurde am 27. August 2013 abgerissen, vier Wochen nach der Aufnahme als Denkmal in das National Register.

## Belege
1. 1 2 3 4 5   Developer Wants To Restore, Revive Lincolnwood’s Purple Hotel, CBS 2 Chicago, 29. Dezember 2011. Abgerufen am 14. September 2013 (englisch).
2. 1 2 3  Hyatt House Hotel. In: National Register of Historic Places Program. National Park Service, abgerufen am 14. September 2013 (englisch).
3. 1 2  Natalie Hayes:  Purple Hotel set to begin demolition next week In: Chicago Sun-Times, 21. August 2013. Abgerufen am 15. September 2013 (englisch).
4. ↑  Brian L. Cox:  The Purple Hotel is nearly history In: Chicago Tribune, 27. August 2013. Abgerufen am 15. September 2013 (englisch).
5. 1 2  Andrew Schroedter:  It’s check-out time for a colorful hotel In: Chicago Tribune, 3. Mai 2007. Abgerufen am 25. August 2013 (englisch).
6. ↑  Dane Placko:  Infamous Purple Hotel to become retail complex (Memento des Originals vom 10. Oktober 2012 im Internet Archive), Fox 32 Chicago, 8. Oktober 2012. Abgerufen am 25. August 2013 (englisch).
7. ↑  Save the Purple Hotel. Archiviert vom Original am 3. September 2013; abgerufen am 14. September 2013 (englisch).
8. ↑  Louis Pukelis:  North Capital Group to swap Purple Hotel bricks for books during Lincolnwood Fest 2013 In: Chicago Tribune, 24. Juli 2013. Abgerufen am 14. September 2013 (englisch).
9. ↑  David Roeder:  Purple Hotel fades to black: Wrecking ball tears through notorious landmark In: Chicago Sun-Times, 27. August 2013. Abgerufen am 14. September 2013 (englisch).